# Garstner Eck
Gastner Eck är en bergstopp i Österrike.   Den ligger i distriktet Kirchdorf och förbundslandet Oberösterreich, i den centrala delen av landet, 160 km väster om huvudstaden Wien. Toppen på Gastner Eck är 717 meter över havet.
Terrängen runt Gastner Eck är varierad. Närmaste större samhälle är Liezen, 17,3 km söder om Gastner Eck. 
I omgivningarna runt Gastner Eck växer i huvudsak blandskog. Runt Gastner Eck är det ganska glesbefolkat, med 43 invånare per kvadratkilometer.